# کلئوستراتوس
کلئوستراتوس (انگلیسی : Cleostratus)ستاره‌شناس یونان باستان( حدود ۵۲۰ قبل از میلاد - احتمالا ۵۲۸ تا ۴۳۲ قبل از میلاد ). او از اهالی تندوس بود و احتمالا هزمان با ستاره‌شناس معروف کلدانی ، نبوریمنو زندگی می کرد.
طبق بعضی از روایات طالس در تندوس درگذشت و کلئوستراتوس جانشین وی گردید. از کارهایی که به او منسوب است یکی شناساندن بروج دوازدهگانه و دیگری شناساندن دوره قران هشت ساله است. علاوه بر این منظومه ای نجومی نوشت که بعدها تحت الشعاع کار آراتوس ، منجم نیمه اول قرن سوم قبل از میلاد ، قرار گرفت.